# Le Val Fourré
Le Val Fourré est un quartier de la commune de Mantes-la-Jolie dans le département des Yvelines, l'un des plus grands quartiers prioritaires français.
8 200 logements y ont été construits de 1959 à 1977, sous la direction des architectes-urbanistes Raymond Lopez, Henri Longepierre et M. Gojard. La population du Val Fourré était de près de 25 000 habitants lors du début de sa construction. Le Val Fourré compte aujourd'hui 6 100 logements. La population du Val Fourré est de 21 352 habitants en 2013.

## Géographie
Le Val-Fourré est situé à un peu plus de 50 kilomètres à l’ouest de Paris. Il appartient à la commune de Mantes-la-Jolie.

### Sous-quartiers
Le Val Fourré est divisé en plusieurs secteurs dont les noms rendent hommage à des personnes illustres de différents domaines : les Peintres, les Médecins, les Explorateurs, les Aviateurs, les Musiciens, les Inventeurs, les Écrivains et les Physiciens.
Un grand centre commercial est implanté au cœur du quartier.

## Histoire
Au début des années 1950, est décidée l'extension de la ville à l'ouest, au lieu-dit du Val Fourré à l'emplacement de l'ancien aérodrome de Gassicourt, pour répondre à une forte demande de logement. Le 3 août 1959 est signé le décret portant la création de la ZUP du Val Fourré, cette idée ayant été préférée par la municipalité de l'époque en lieu et place du principe de ville nouvelle choisi par l'État.
Le projet est confié aux architectes-urbanistes Raymond Lopez et Henri Longepierre qui décident d'y appliquer les principes de la Charte d'Athènes afin d'y construire un quartier révolutionnaire avec des constructions modernes et des appartements spacieux et confortables. Les premiers bâtiments du quartier sont construits en 1963.
En refusant que la ville nouvelle du Mantois se réalise sous le contrôle et la responsabilité de l'État, le Mantois se prive de transports modernisés, d'équipements sociaux, de loisirs et de sport, de zones d'activités attractives, de cycles universitaires payés par l'État. Le quartier du Val Fourré souffre de sa position « au bout de la ville ». Ce quartier n’est pas traversé, mais contourné par les transports en commun. 
Très vite, des problèmes financiers liés aux investissements nécessaires pour acquérir les terrains du Val Fourré et les viabiliser se posent. La vente des logements prévus ne suffit pas, les investisseurs privés ne se bousculent pas, les zones d'activités restent vides ou presque. Jean-Paul David, maire de l'époque, est dans l'obligation d'augmenter le nombre de logements en densifiant en surface et en hauteur en privilégiant les HLM, seuls bailleurs qui acceptent d'investir car ils ont de gros besoins, et d'augmenter les taxes, soit différer les équipements publics non obligatoires (sauf les écoles).
Le Val Fourré passe des 5000 logements prévus à 8200 en 1977.
Les équipements publics ne sont pas à la hauteur de la population : 2 gymnases, une piscine, une maison de quartier (la Pagode) et un centre social. Une densification importante de logements dans sa partie nord (quartiers des Peintres et des Médecins), un quartier excentré et mal connecté au centre-ville, l'apparition du chômage après la fermeture de certaines industries locales sont facteurs de la dérive de ce quartier à partir de la fin des années 1970.
En mai 1991, dans un contexte national de violences urbaines, après une nuit de bagarres au Val-Fourré, plusieurs jeunes sont arrêtés ; l'un d'eux décède d'une crise d'asthme au cours de sa garde à vue, après que des policiers refusent de lui donner sa Ventoline. Trois semaines d'émeutes, de pillages , d'alertes à la bombe et de rodéos sauvages  s'ensuivent, causant la mort d'une policière tuée par un jeune qui lui a foncé dessus à bord d'une voiture qu'il avait volée pour faire un rodéo automobile. Un des policiers présents sur ce même barrage utilise son arme de service pour arrêter le conducteur de l'une des autres voitures qui leur fonçait dessus. Il blesse mortellement un autre jeune du quartier. C'est à cette occasion que le quartier devient une zone urbaine sensible au sens de l'État, avant d'être basculé dans le nouveau dispositif de quartier prioritaire.
Le quartier du Val Fourré a concentré jusqu'à 28 000 habitants avant les premières démolitions de tours entamées dès 1992, sous le mandat de  Paul Picard (maire PS de 1977 à 1995).
- 26 septembre 1992 : démolition des quatre tours des Écrivains[7], remplacées par une pépinière d'entreprise.
- le 1er octobre 2000 : démolition des deux tours Millet, remplacées par le square des Peintres[8].
- le 1er juillet 2001 : démolition des deux tours Sully, remplacées par la Caisse primaire d'assurance maladie (CPAM), le centre des finances  ainsi qu’un immeuble comprenant des logements et un hôtel.
- le 20 novembre 2005 : démolition des deux tours Ramon. Des logements sont en projet sur l'emplacement des deux tours.
- le 2 juillet 2006 : démolition des trois tours Degas, remplacées par le Pôle nautique de Mantes-en-Yvelines Aqualude qui a ouvert ses portes le 3 décembre 2011.

En 1992, Mantes-la-Jolie devient un site pilote de la politique de la ville. Dès lors, le Val Fourré va bénéficier de fonds importants de l'État, puis de l'Europe avec la mise en place du Programme d'Initiative Communautaire Urban (PIC Urban). Ce programme vise, par diverses mesures, à favoriser le développement économique et social. Ainsi depuis 1992, les programmes successifs aboutirent à la démolition de treize tours d'habitation et de plusieurs barres de logements, soit environ 2.200 logements, afin de pouvoir remodeler les espaces publics et créer de nouvelles rues traversant les très grands îlots du Val Fourré. L’objectif est d’ouvrir le quartier sur la Seine au nord et sur le quartier de Gassicourt à l’est.
En 2009, la ville célèbre les cinquante ans de l'acte de naissance du Val Fourré en organisant une table ronde, en présence d'Henri Longepierre, ainsi que des balades urbaines dans le quartier. La chapelle Saint-Jacques accueille une exposition intitulée « Mantes : 80 ans d'histoire urbaine » qui retrace l'évolution de la ville à travers des photographies d'époque et des documents graphiques issus des archives de la ville.

## Démographie
| 1990   | 1999   | 2009   | 2013   |
| ------ | ------ | ------ | ------ |
| 27 576 | 25 496 | 22 926 | 21 352 |

L'élu UMP Pierre Bédier, ancien maire de Mantes-la-Jolie, estime qu'il y a 80 % de musulmans dans le quartier. En 2013, 28 % des ménages sont imposés. 62,2 % de la population déclare des revenus bas, 45 % se déclarent en dessous du seuil de pauvreté selon les normes INSEE. En 2011, 25 % des habitants ont moins de 14 ans. 75 % de la population n'a pas de diplôme ou un diplôme inférieur au bac en 2010.

### Sécurité
Le quartier est classé depuis 2012 en zone de sécurité prioritaire, avec renforcement des effectifs de la police nationale. En effet, la commune « souffre plus
que d’autres d’une insécurité quotidienne et d’une délinquance enracinée » et « connaît depuis quelques années une dégradation importante de ses conditions de sécurité », ce qui a été identifié comme tel par le ministère de l'Intérieur du gouvernement Jean-Marc Ayrault, permettant ainsi à ce territoire de bénéficier de policiers supplémentaires.

### Filmographie
- 1992 : Chronique d'une banlieue ordinaire Dominique Cabrera, 56 min, Production et diffusion par Iskra
- 2010 : Les Héritiers du silence